# Out of Exile
Out of Exile ist das zweite Studioalbum der US-amerikanischen Alternative-Rock-Band Audioslave. Es erschien weltweit am 23. Mai 2005 bei Epic Records und Interscope Records, in den USA erfolgte die Veröffentlichung einen Tag später.
Das Album erreichte in vier Ländern auf Platz 1 der Albencharts und ist somit bezüglich der Chartplatzierungen das erfolgreichste Album der Band.

## Hintergrund und Entstehung
Die Aufnahmen zu dem Album entstanden zwischen Juli 2004 und Januar 2005 in verschiedenen Tonstudios in Los Angeles. Als Musikproduzent fungierte neben Audioslave selbst erneut Rick Rubin, welcher diese Funktion auch schon beim Vorgängeralbum Audioslave übernahm. Für das Mixing war Brendan O’Brien verantwortlich.
Viele der neuen Songs wurden der Öffentlichkeit erstmals am 6. Mai 2005 präsentiert, als Audioslave als erste US-amerikanische Rockband ein Konzert in Kuba geben durfte. Der kostenlose Auftritt in Havanna wurde von ungefähr 70.000 Zuschauern besucht und war zuvor sowohl vom kubanischen Musikinstitut als auch vom US-amerikanischen Finanzministerium genehmigt worden. Ein Mitschnitt des Konzertes wurde im Oktober 2005 als DVD unter dem Namen Live in Cuba veröffentlicht.

## Titelliste
1. Your Time Has Come – 4:15
2. Out of Exile – 4:51
3. Be Yourself – 4:39
4. Doesn’t Remind Me – 4:15
5. Drown Me Slowly – 3:53
6. Heaven's Dead – 4:36
7. The Worm – 3:57
8. Man Or Animal – 3:53
9. Yesterday To Tomorrow – 4:33
10. Dandelion – 4:38
11. #1 Zero – 4:59
12. The Curse – 5:09

## Kommerzieller Erfolg

### Chartplatzierungen
Out of Exile konnte sich in den USA, Kanada, Neuseeland und Norwegen auf Rang 1 der jeweiligen Charts setzen. Mit Platz 2 in Schweden, Platz 3 in Australien und Irland, Platz 5 in Dänemark, Finnland und Großbritannien, Platz 6 in Deutschland, Platz 7 in Portugal und der Schweiz, und Österreich sowie Platz 10 in den Niederlanden und Polen wurde in weiteren Staaten eine Top-10-Platzierung erreicht. Außerdem steig das Album in die Charts von Spanien (Platz 17), Frankreich (Platz 31) Flandern (Platz 35) sowie Wallonien (Platz 44) ein.
Die erste Singleauskopplung, Be Yourself, erreichte die Single-Charts in den USA (Platz 32), Australien (Platz 34), Neuseeland (Platz 38), Großbritannien (Platz 40), Italien (Platz 40), Irland (Platz 48), Schweden (Platz 48), Österreich (Platz 73), Frankreich (Platz 74), sowie in Deutschland (Platz 87).
Doesn’t Remind Me konnte sich mit Rang 68 in den USA, Rang 92 in den Niederlanden sowie Rang 93 in Großbritannien ebenfalls in den Charts platzieren.
| ChartsChartplatzierungen       | Höchstplatzierung | Wochen |
| ------------------------------ | ----------------- | ------ |
| Deutschland (GfK)              | 6 (12 Wo.)        | 12     |
| Österreich (Ö3)                | 8 (12 Wo.)        | 12     |
| Schweiz (IFPI)                 | 7 (13 Wo.)        | 13     |
| Vereinigte Staaten (Billboard) | 1 (39 Wo.)        | 39     |
| Vereinigtes Königreich (OCC)   | 5 (5 Wo.)         | 5      |

| ChartsJahrescharts (2005)      | Platzierung |
| ------------------------------ | ----------- |
| Vereinigte Staaten (Billboard) | 69          |

### Auszeichnungen für Musikverkäufe
| Land/Region                  | Auszeichnungen für Musikverkäufe (Land/Region, Auszeichnung, Verkäufe) | Verkäufe  |
| ---------------------------- | ---------------------------------------------------------------------- | --------- |
| Australien (ARIA)            | Platin                                                                 | 70.000    |
| Kanada (MC)                  | Platin                                                                 | 100.000   |
| Neuseeland (RMNZ)            | Platin                                                                 | 15.000    |
| Vereinigte Staaten (RIAA)    | Platin                                                                 | 1.000.000 |
| Vereinigtes Königreich (BPI) | Gold                                                                   | 100.000   |
| Insgesamt                    | 1× Gold · 4× Platin ·                                                  | 1.285.000 |

## Rezeption
Von Kritikern wurde das Album positiv bis gemischt aufgenommen. Basierend auf 17 Rezensionen errechnet Metacritic einen Durchschnittswert von 67 %, was dem Prädikat „generally favorable“ (dt. „im Allgemeinen positiv“) entspricht.
Michael Rensen von Rock Hard vergibt acht von zehn Punkten und bezeichnet Out of Exile als „erstklassige Rock-CD“. Gelobt wurden hierbei vor allem die Texte Cornells, welche den Kampf gegen seine Drogenabhängigkeit thematisieren. Auch Metal.de bewertet das Album mit acht von zehn Punkten und lobt die Weiterentwicklung der Band, welche zunehmend ihren eigenen Stil gefunden habe, anstatt stark nach Rage Against the Machine zu klingen.
Mit drei von fünf Sternen wird das Album von Laut.de gewertet. Laut Kritiker Eberhard Dobler biete Out of Exile wenig Überraschendes, sei aber dennoch ein „massiges Rock-Album“. Auf dieselbe Bewertung kommt David Fricke vom Rolling Stone. Dieser lobt vor allem die Einzelleistungen der der Bandmitglieder, merkt jedoch an, dass das Zusammenspiel in einigen Songs weniger gut funktioniere. Auch Armin Linder von Plattentests.de äußert sich positiv über die individuellen Leistungen, sieht andere Aspekte jedoch weniger positiv. So seien viele der Songs auf dem Album langweilig, was vor allem am Songwriting liege. Als Gesamtbewertung vergibt er fünf von zehn Punkten.